# Sören Holmberg
Sören Birger Holmberg, född 11 oktober 1943 i Falköpings församling, Skaraborgs län, är en svensk statsvetare. Han är professor emeritus vid statsvetenskapliga institutionen, Göteborgs universitet (GU), och en av grundarna av SOM-institutet vid Göteborgs universitet.

## Biografi
Sören Holmberg blev 1991 professor i statsvetenskap, med särskild inriktning på valforskning, vid Göteborgs universitet. Han har forskat om valprocessen och dess roll i en representativ demokrati och därvid arbetat med att kartlägga och analysera väljarnas beteende och opinionsbildningen. Holmberg var en av grundarna av SOM-institutet 1986. Han har återkommande varit expertkommentator i Sveriges Television vid riksdagsvalen. Han har publicerat ett 80-tal rapporter, 17 SOM-volymer och 27 böcker.
2004 grundade Holmberg tillsammans med Bo Rothstein projektet The Quality of Government Institute (QoG-institutet) vid Göteborgs universitet. Quality of Government översätts på svenska till "samhällsstyrningens kvalitet".
År 2014 utnämndes Holmberg till hedersdoktor vid Åbo Akademi.

### Familj
Holmberg är gift med journalisten och författaren Britt-Marie Mattsson.